# 东方朔

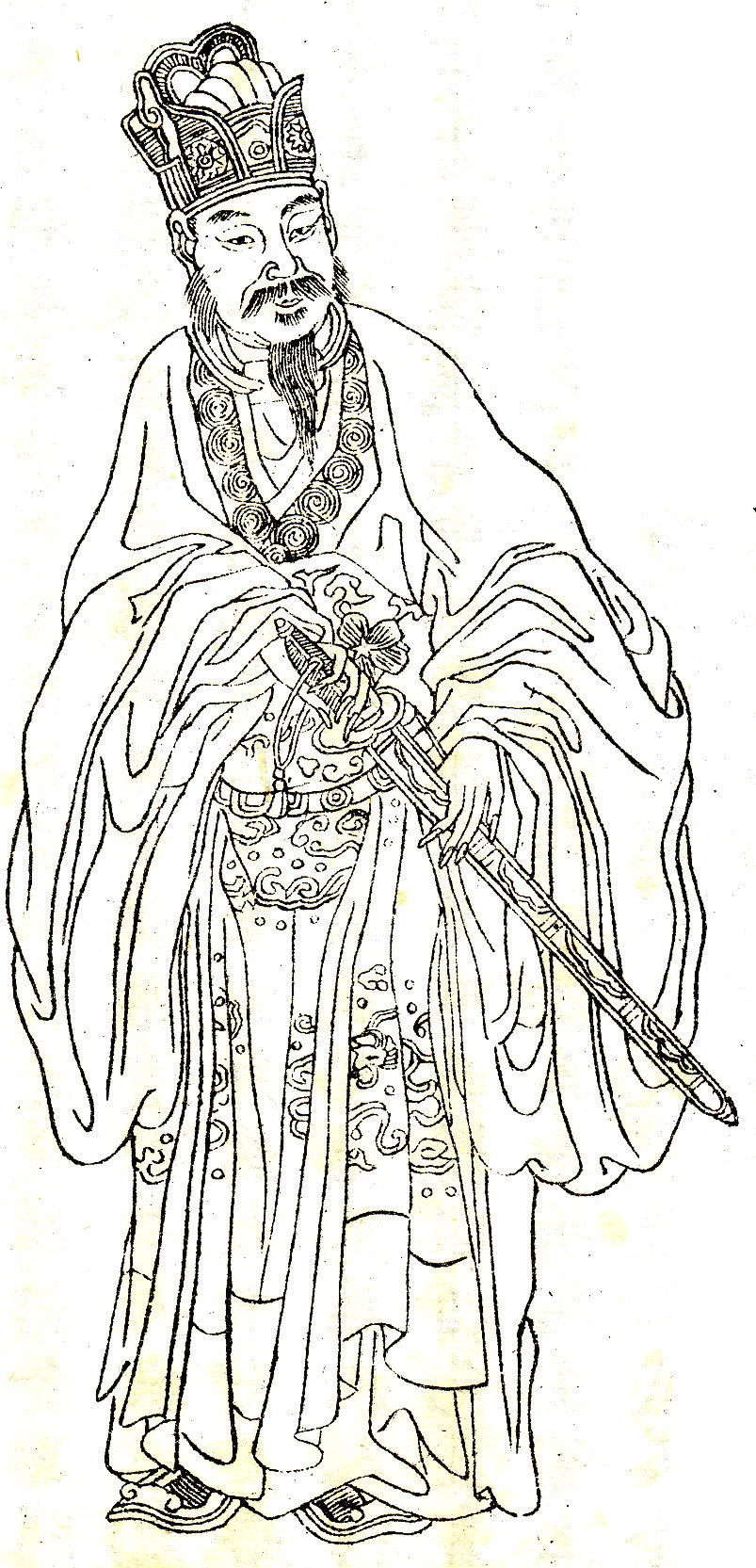
東方朔畫像，載於《晩笑堂竹荘畫傳》

东方朔（前154年—前93年），字曼倩，平原郡厌次县（今山东省德州市陵城區）人，西汉辞赋家、政治家、文學家。

## 生平
汉武帝时，朔上书自荐，言：“臣朔年二十二，长九尺三寸，目若悬珠，齿若编贝，勇若孟贲，捷若庆忌，廉若鲍叔，信若尾生，若此可以为天子大臣矣。”遂诏拜为郎，后任常侍郎、太中大夫等职。古代隐士，多避世于深山，而他却自称避世于朝廷。
东方朔一生著述甚丰，写有〈答客难〉、〈非有先生论〉、〈封泰山〉、〈责和氏璧〉、〈试子诗〉等，后人汇为《东方太中集》，收入《汉魏六朝百三家集》中。班固在《前漢書》中称他为“滑稽之雄”，晋人夏侯湛写有《东方朔画赞》，对东方朔的高风亮节以及他的睿智诙谐，备加称颂，唐代大书法家颜真卿将此文书写刻碑。此碑至今仍保存在陵县，名「颜字碑」。目前「颜字碑」的真迹和仿制品都存放在顏真卿公園(原名為:陵城區人民公園)的“颜碑亭”裡。
他博学多才，对当时的政治局势有自己的观点，“时观察颜色，直言切谏”，但因性格诙谐，常在武帝面前開玩笑，被汉武帝视为搞笑藝人而非讀書人，所以畢生未得重用。于是东方朔写有〈答客难〉、〈非有先生论〉其中赋体散文〈答客难〉是其代表作，开了赋体文学的新领域。揚雄的〈解嘲》和班固有〈答客戏〉，都是由〈答客难〉的形式发展来的。《汉书·艺文志》著录“《东方朔》二十篇”。東方朔亦著有《神異經》。
據史記的說法，东方朔将死之際，以《詩經》「營營青蠅，止於蕃。愷悌君子，無信讒言。讒言罔極，交亂四國」之句上諫，希望汉武帝能遠離小人，阻退讒言。之后不久东方朔去世，後人評價其行為正是「鳥之將死，其鳴也哀；人之將死，其言也善」的寫照。

## 家庭
- 父亲：□□[註 1]
- 母亲：□氏[註 2]
- 大哥：□□，大嫂：□氏
- 妻子：□氏
- 长子：东方□，儿媳：□氏

## 神话

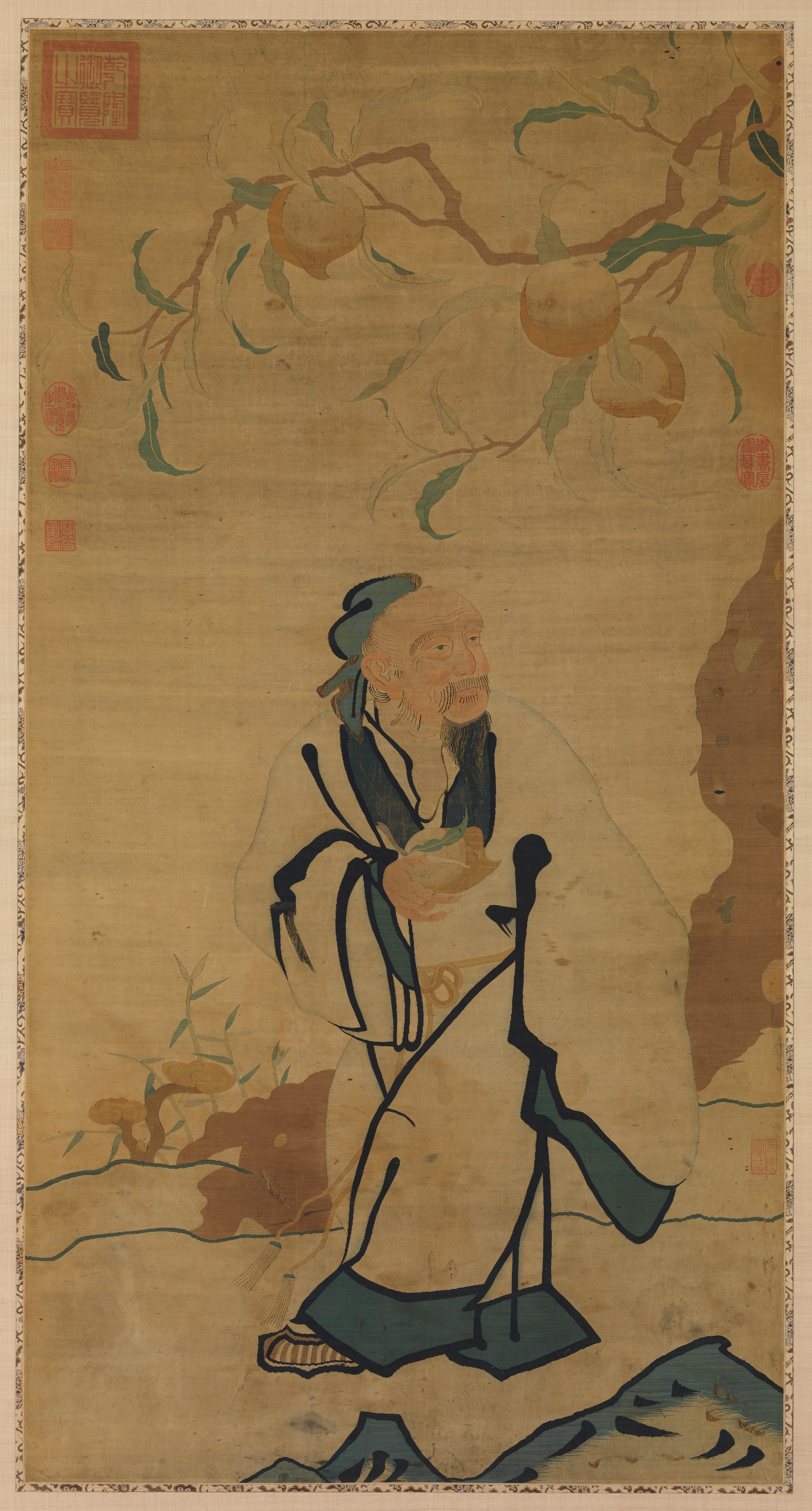
東方朔偷桃。

桃園西廟內東方朔偷桃彩畫。

在后来的各种记载中，东方朔的事蹟常被神化，将其描绘成暂居人间的神仙，如太白金星。李白也有诗曰：“世人不识东方朔，大隐金门是谪仙”。东方朔同时因其滑稽多智被尊为相声业的祖师爷。
神话小说《西游记》里东方朔是东华帝君的弟子，道号曼倩，在孙悟空找东华帝君救人参果树时出现。

## 生活
約前132年，東方朔約在22歲時，曾隨漢武帝派遣的海上方士集團，到海外各地進行過海外探險旅行，有观点认为其曾到過北極。東方朔所著的《海內十洲記﹒序》中記載：“臣……曾隨師主履行：北至朱陵，扶桑，蜃海，冥夜之丘，純陽之陵……”很有可能是古代亚洲文献中对于北极地区极昼极夜现象的描写。
東方朔的《神異經·北荒經》：“北方層冰萬里，厚百丈，有磎鼠在冰下土中焉。行若鼠……”中所描述的“鼠”與現在惟一生活在北極地區的麝牛非常相像。另有人認為此為凍土中的猛犸象。
但因為以上兩本書都有明顯模仿《山海經》的痕跡，所以其中記載的真實性存疑。

## 《東方朔畫贊》
《東方朔畫贊》為西晉文人夏侯湛所著，為父在樂陵郡（唐時移屬樂安郡）任太守時，因到該地時所著的文章。後被世人傳頌，並書成文字。其中有據傳為王羲之所書小楷《東方朔畫贊》，以及後世的顏真卿《東方朔畫贊碑》（全名《漢太中大夫東方先生畫贊》，又名《東方朔畫像贊》）
《東方朔畫贊碑》書於唐天寶十三年，此時顏真卿年齡為46歲。距離在長安千福寺書《多寶塔碑》晚二年，書風已漸漸成熟。結字內斂外拓，上下開張。具有雄渾的廟堂之氣。此碑刻于唐天寶十三載冬辛卯朔（755年1月14日），距離安史之亂（755年12月16日）尚有11個月。此時顏真卿已從長安貶至偏遠的平原郡任太守一職。由於被貶後顏已察覺安祿山有謀反之意，因而在與安祿山派遣的官員遊歷後，于東方朔祠時在書刻《漢太中大夫東方先生畫贊》以此宣告自己效忠於唐朝。

## 藝術

### 影視
- 2001年電視劇《大汉天子》：陳道明
- 2008年電視劇《東方朔》：程前

## 延伸閱讀
[在维基数据编辑]
 在维基文库阅读此作者作品（ 在维基共享资源阅览影像）
 《史記/卷126》，出自司馬遷《史記》
 《漢書·卷065》，出自班固《漢書》